# Ron Boone
Ronald Bruce Boone, detto Ron (Oklahoma City, 6 settembre 1946), è un ex cestista statunitense, professionista nell'ABA e nell'NBA.

## Carriera
Venne selezionato dai Phoenix Suns all'undicesimo giro del Draft NBA 1968 (147ª scelta assoluta) e nel Draft ABA 1968 dai Dallas Chaparrals; il giocatore scelse di giocare in ABA per la squadra che vedeva Cliff Hagan sia nel ruolo di giocatore che di allenatore.
A Dallas resto tre anni e oltre a Hagan trovò una squadra forte che già nella stagione precedente si era qualificata ai playoff, e che comprendeva John Beasley Cincy Powell e Glen Combs e con cui si qualificheranno per tre volte di fila per la postseason pur non riuscendo a superare le semifinali di Division, sconfitti per due volte dai Los Angeles Stars/Utah Stars che sarà la squadra che lo acquisterà assieme a Glen Combs nel gennaio 1971.
Agli Utah Stars allenati da Bill Sharman resterà per cinque stagioni e oltre a Willie Wise e Red Robbins troverà la stella della squadra Zelmo Beaty reduce da una stagione in cui non ha potuto giocare per questioni contrattuali con l'NBA che cercava di impedire il suo passaggio alla lega rivale.
Gli Stars dopo aver terminato con un record di 57-27 la stagione regolare elimineranno prima i Chaparrals 4 gare a 0, poi nella finale della Western Division elimineranno i campioni in carica degli Indiana Pacers dopo essere stati in vantaggio per 3 gare a 1 ed essere stati rimontati sul 3-3, andando a vincere gara 7 ad Indianapolis.
Nelle Finals 1971 ebbero la meglio in 7 partite dei Kentucky Colonels di Dan Issel e Louie Dampier vincendo il primo ed unico titolo nella storia della franchigia.
Nelle stagioni successive pur terminando con il miglior record della Western Division verranno eliminati per due volte dai Pacers per poi perdere le ABA Finals 1974 contro i New York Nets di Julius Erving per 4 gare a 1.
Boone resterà agli Stars fino a quando la franchigia fu sciolta dopo le prime 16 partite della stagione 1975-1976, l'ultima della storia ABA, giocando il resto della stagione con i Spirits of St. Louis.
A Utah Boone venne selezionato per 4 ABA All-Star Game oltre a essere inserito nel 1974 nel primo quintetto All-ABA.
Dopo la fusione con l'NBA venne scelto come terza scelta nell'ABA Dispersal Draft 1976 per 250.000 dollari ai Kansas City Kings (dietro solo a Artis Gilmore e Maurice Lucas e prima di Moses Malone) con cui giocherà per due stagioni, per poi essere ceduto ai Lakers dove nel frattempo il suo ex allenatore Bill Sharman era diventato general manager.
Nel 1979 a 33 anni torna a Salt Lake City chiamato da un altro suo ex allenatore ai tempi degli Utah Stars Tom Nissalke a seguito della franchigia dei Jazz che si era appena trasferita da New Orleans e che ora si chiama Utah Jazz: qui giocherà fino al 26 Gennaio 1981 quando dopo essere stato rilasciato deciderà di ritirarsi.
Ron Boone disputò 1.041 partite consecutivamente fra ABA e NBA non saltando mai neanche una partita nelle 13 stagioni disputate in carriera superando il record precedente di 844 partite consecutive giocate da Red Kerr.
Questo verrà in seguito superato solo da A.C. Green con 1.192 partite, ma a differenza di Boone, Green non potrà vantare il record di non avere mai saltato neanche una partita in carriera.

## Statistiche
| † | Denota una stagione in cui ha vinto il titolo ABA |
| * | Primo nella lega                                  |
| * | Record                                            |

### ABA-NBA

#### Regular Season
| Anno            | Squadra                    | PG   | PT | MP   | TC%  | 3P%  | TL%  | RP  | AP  | PRP | SP  | PP   |
| --------------- | -------------------------- | ---- | -- | ---- | ---- | ---- | ---- | --- | --- | --- | --- | ---- |
| 1968-1969       | Dallas Chaparrals (ABA)    | 78   |    | 34,4 | 43,4 | 13,3 | 81,2 | 5,1 | 3,6 |     |     | 18,9 |
| 1969-1970       | Dallas Chaparrals          | 84*  |    | 27,9 | 43,2 | 30,9 | 78,5 | 4,4 | 3,2 |     |     | 13,8 |
| 1970-1971       | Texas Chaparrals           | 42   |    | 31,3 | 45,7 | 38,5 | 77,2 | 7,4 | 3,4 |     |     | 20,3 |
| 1970-1971       | Utah Stars†                | 44   |    | 26,4 | 41,4 | 32,9 | 78,5 | 5,8 | 2,6 |     |     | 15,8 |
| 1971-1972       | Utah Stars                 | 84   |    | 24,3 | 42,0 | 20,0 | 79,5 | 4,7 | 2,8 |     |     | 13,0 |
| 1972-1973       | Utah Stars                 | 84*  |    | 30,8 | 49,8 | 25,0 | 86,6 | 5,1 | 4,2 |     |     | 18,5 |
| 1973-1974       | Utah Stars                 | 84   |    | 36,9 | 49,4 | 23,1 | 87,5 | 5,2 | 5,0 | 1,5 | 0,3 | 17,6 |
| 1974-1975       | Utah Stars                 | 84*  |    | 40,6 | 49,1 | 30,3 | 86,0 | 4,8 | 4,4 | 1,5 | 0,4 | 25,2 |
| 1975-1976       | Utah Stars                 | 16   |    | 39,8 | 49,0 | 25,0 | 85,9 | 4,5 | 4,7 | 1,7 | 0,1 | 26,2 |
| 1975-1976       | Spirits of St. Louis (ABA) | 62   |    | 37,5 | 48,5 | 40,0 | 87,7 | 4,0 | 5,0 | 2,0 | 0,2 | 21,0 |
| 1976-1977       | K.C. Kings (NBA)           | 82   | 82 | 36,8 | 47,4 |      | 84,4 | 3,9 | 4,1 | 1,5 | 0,2 | 22,2 |
| 1977-1978       | K.C. Kings                 | 82   |    | 32,4 | 44,3 |      | 85,4 | 3,3 | 3,8 | 1,3 | 0,1 | 17,7 |
| 1978-1979       | L.A. Lakers                | 82*  |    | 19,3 | 45,5 |      | 86,5 | 1,8 | 1,9 | 0,8 | 0,1 | 7,4  |
| 1979-1980       | L.A. Lakers                | 6    |    | 17,7 | 35,0 |      | 85,7 | 1,8 | 1,2 | 0,8 | 0,0 | 5,7  |
| 1979-1980       | Utah Jazz                  | 75   |    | 30,5 | 44,7 | 38,0 | 89,4 | 2,9 | 4,0 | 1,2 | 0,0 | 12,9 |
| 1980-1981       | Utah Jazz                  | 52   |    | 22,0 | 43,1 | 28,2 | 79,8 | 1,6 | 3,1 | 0,6 | 0,2 | 7,8  |
| Carriera ABA    | Carriera ABA               | 662  |    | 32,6 | 46,5 | 29,6 | 83,0 | 5,0 | 3,9 | 1,6 | 0,3 | 18,4 |
| Carriera NBA    | Carriera NBA               | 379  | 82 | 28,5 | 45,4 |      | 85,4 | 2,8 | 3,4 | 1,1 | 0,1 | 13,9 |
| Carriera Totale | Carriera Totale            | 1041 | 82 | 31,1 | 46,1 |      | 83,7 | 4,2 | 3,7 | 1,3 | 0,2 | 16,8 |

#### Massimi in carriera
Regular Season
- Massimo di punti in ABA: 42 (2 volte)
- Massimo di punti in NBA: 43 vs New York Knicks (29 marzo 1977)
- Massimo di rimbalzi in ABA: 15 (2 volte)
- Massimo di rimbalzi in NBA: 9 (2 volte)
- Massimo di assist in ABA: 14 vs Kentucky Colonels (27 novembre 1975)
- Massimo di assist in NBA: 11 vs Chicago Bulls (18 gennaio 1980)
- Massimo di palle rubate in ABA: 5 vs Denver Nuggets (23 ottobre 1974)*
- Massimo di palle rubate in NBA: 5 (2 volte)
- Massimo di stoppate in ABA: 2 (5 volte)*
- Massimo di stoppate in NBA: 2 (5 volte)

(* tenendo conto dei dati ABA al momento disponibili e che le statistiche di queste categorie vennero registrate sistematicamente solo dalla stagione ABA 1973-1974)

#### Play-off
| Anno            | Squadra                 | PG  | PT | MP   | TC%  | 3P%  | TL%   | RP  | AP   | PRP | SP  | PP   |
| --------------- | ----------------------- | --- | -- | ---- | ---- | ---- | ----- | --- | ---- | --- | --- | ---- |
| 1969            | Dallas Chaparrals (ABA) | 7   |    | 28,0 | 44,7 | 0,0  | 84,0  | 3,1 | 3,9  |     |     | 13,9 |
| 1970            | Dallas Chaparrals       | 6   |    | 32,2 | 47,4 | 37,5 | 71,4  | 4,5 | 4,5  |     |     | 18,3 |
| 1971†           | Utah Stars              | 18  |    | 31,6 | 44,1 | 33,3 | 86,0  | 6,1 | 5,2  |     |     | 17,2 |
| 1972            | Utah Stars              | 11  |    | 19,0 | 47,6 | 20,0 | 86,2  | 2,2 | 2,4  |     |     | 11,5 |
| 1973            | Utah Stars              | 10  |    | 36,0 | 50,4 | 0,0  | 97,1* | 4,3 | 4,7  |     |     | 16,9 |
| 1974            | Utah Stars              | 18* |    | 41,5 | 47,4 | 0,0  | 91,9  | 6,0 | 6,1* | 1,7 | 0,2 | 17,1 |
| 1975            | Utah Stars (ABA)        | 6   |    | 36,5 | 42,5 |      | 89,5  | 4,0 | 6,8  | 2,3 | 1,0 | 23,7 |
| 1979            | L.A. Lakers (NBA)       | 8   |    | 28,3 | 48,1 |      | 95,2* | 1,9 | 1,8  | 1,1 | 0,0 | 11,8 |
| Carriera ABA    | Carriera ABA            | 76  |    | 32,8 | 46,3 | 24,1 | 87,4* | 4,7 | 4,9  | 1,8 | 0,4 | 16,6 |
| Carriera NBA    | Carriera NBA            | 8   |    | 28,3 | 48,1 |      | 95,2  | 1,9 | 1,8  | 1,1 | 0,0 | 11,8 |
| Carriera Totale | Carriera Totale         | 84  |    | 32,4 | 46,4 |      | 88,0  | 4,4 | 4,6  | 1,7 | 0,3 | 16,1 |

#### Massimi in carriera
Play-off
- Massimo di punti in ABA: 33 vs Denver Nuggets (14 aprile 1975)
- Massimo di punti in NBA: 24 vs Seattle SuperSonics (25 aprile 1979)
- Massimo di rimbalzi in ABA: 12 vs Kentucky Colonels (8 maggio 1971)
- Massimo di rimbalzi in NBA: 3 (3 volte)
- Massimo di assist in ABA: 12 vs San Diego Conquistadors (3 aprile 1974)
- Massimo di assist in NBA: 4 vs Seattle SuperSonics (25 aprile 1979)
- Massimo di palle rubate in ABA: 5 (2 volte)*
- Massimo di palle rubate in NBA: 1 (3 volte)
- Massimo di stoppate in ABA: 1 (2 volte)*
- Massimo di stoppate in NBA: 0

(* tenendo conto dei dati ABA al momento disponibili e che le statistiche di queste categorie vennero registrate sistematicamente solo dalla stagione ABA 1973-1974)

## Palmarès
- Campionato ABA: 1

Utah Stars: 1971
- ABA All-Rookie Team (1969)
- All-ABA Team: 2

First Team: 1975
Second Team: 1974
- ABA All-Star Game: 4

1971, 1974, 1975, 1976
- Miglior passatore nei Playoff ABA (1974)
- Miglior tiratore di liberi nei Playoff ABA (1973)
- Terzo miglior marcatore di sempre ABA
- Novantatreesimo miglior marcatore di sempre sommando ABA e NBA
- Undicesimo miglior marcatore di sempre per numero di punti segnati nei Playoff ABA
- Trentesimo migliore rimbalzista di sempre ABA
- Sesto per numero di assist di sempre ABA
- Sesto per numero di tiri liberi realizzati nella storia dell'ABA
- Giocatore con la più alta percentuale di tiri liberi realizzati di sempre nei Playoff ABA (87,4%)
- Quinto giocatore con il maggior numero di partite giocate nella storia dell'ABA (662)
- Quinto giocatore con il maggior numero di minuti giocati nella storia dell'ABA (21.586)
- Nono miglior giocatore per palle rubate di sempre ABA
- ABA All-Time Team